# عبد الباري الدرعان
عبد الباري الدرعان (مواليد 5 مارس 2006) هو لاعب كرة قدم سعودي يلعب حالياً في نادي العروبة.